# Океанийские языки

адмиралтейская ветвь и япский язык
сент-маттайасская ветвь
западноокеанийская ветвь
темоту ветвь
Центрально-восточно-океанийская ветвь:
южносоломонская подветвь
южноокеанийская подветвь
микронезийская подветвь
центрально-тихоокеанская подветвь

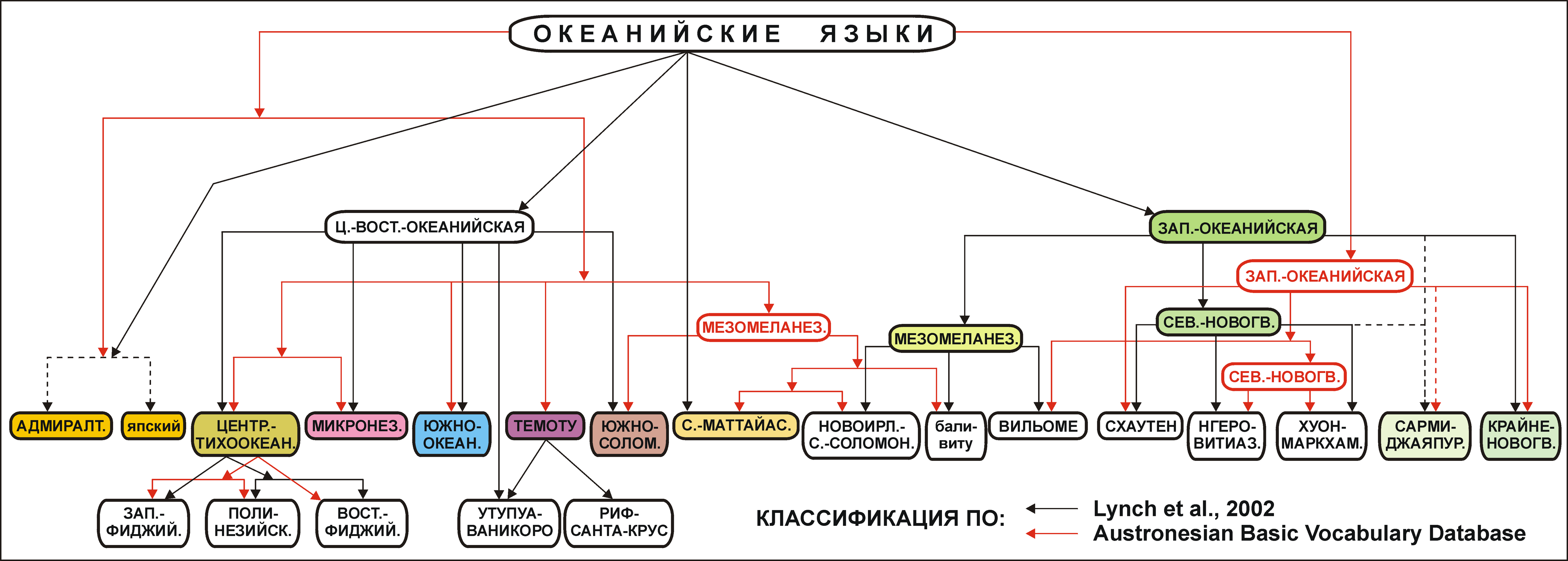
Сравнительная схема классификации океанийских языков на основе работы Lynch et al. 2002 и ABVD 2008.

Океанийские языки — генетическое объединение в составе австронезийских языков. Распространены в большей части Океании. Всего включает около 450 языков. Общее число говорящих менее 2 млн чел.
Генетически входят в восточно-малайско-полинезийскую зону, вместе с южнохальмахерско-западноновогвинейскими языками.

## Классификация
Последняя подробная и проработанная классификация изложена в работе Lynch 2002. Немного отличается от неё схема, полученная в результате анализа Austronesian Basic Vocabulary Database 2008 года (ABVD), которая не является классификацией, построенной с помощью сравнительно-исторического метода.

### Адмиралтейская ветвь
Ветвь островов Адмиралтейства — острова Адмиралтейства Папуа — Новой Гвинеи.
- восточная группа:
  - манусская подгруппа: андра-хус, элу, эре, келе, коро, курти, леипон, леле, нали, папиталаи, понам, титан, лониу, мокеранг, бипи, бохуаи, хермит, кхехек (левеи-тулу, дрехет), ликум, мондрополон, ньиндроу (линдроу), сори-харенган; пак-тонг
  - юго-восточная подгруппа: балуан-пам, лоу, ленкау, науна, пенчал
- западная группа: сеймат, вувулу-ауа, кениэт †

### Япский язык
Возможно, относится к адмиралтейской ветви.

### Сент-маттайасская ветвь
Острова Сент-Маттайас Папуа — Новой Гвинеи — к северу от о. Новая Ирландия. Согласно ABVD, объединяются с новоирландско-северосоломонской группой мезо-меланезийской подветви.
- языки мусау-эмира и тенч (тенис)

### Западноокеанийская ветвь
- мезо-меланезийская подветвь:
  - язык бали-виту, с двумя наречиями бали и виту
  - вильомеские (Willaumez; север Новой Британии — в районе полуострова Вильоме): бола, булу, мерамера, наканаи (лакалаи)[англ.]
  - новоирландско-северосоломонская группа — языки Новой Ирландии и северо-западной части Соломоновы острова:
    - языки севера Новой Ирландии — не образуют особого генетического единства, однако в результате долгих контактов с языками юга острова образовался новая ареальная новоирландская группировка.
      - тунгаг-наликские языки (лавонгаи-налик): кара, мандара, налик, тианг, тигак, тунгаг
      - мадакские языки: барок, лаватбура-ламусонг, мадак
      - табарские языки: лихир, ночи (нотси), табар

    - язык томоип — юго-восток Новой Британии
    - святогеоргиевский линкидж (St George linkage) — юг Новой Ирландии и северо-запад Соломоновы острова
      - южноновоирландская подгруппа (южная Новая Ирландия и крайний северо-восток Новой Британии) — не образуют изначального генетического единства, сейчас скорее линкидж, включающий следующие микрогруппы:
        - гурамалум
        - кандас, рамоааина (Duke of York)
        - сиар
        - сурсурунга
        - тангга
        - кономала
        - патпатар-толаи: патпатар (пала), минигир (лунгалунга), толаи (куануа, туна, ралуана)
        - лабел-билур: лабел, билур (бирар)

      - языки о. Шуазёль: бабатана, ририо, вагуа, вариси
      - моно-уруава: минигир, моно, торау, уруава
      - северобугенвильские: халиа, петатс, нехан, папапана, хахон, тайоф (сапоса), теоп, васуи, солос
      - нью-джоржийско-исабельская подгруппа:
        - языки островов Нью-Джорджия:
          - восточные: марово, вангуну
          - западные: дороро, дуке (ндуке), ганонгга, гулигули, хоава, казукуру, кусаге, лунгга, ровиана, симбо, угеле

        - санта-исабельский линкидж (Санта-Исабель): блабланга, кокота, зазао, чеке холо, гао, лагу, забана

      - пива-банони: пива, банони
      - билур
- североновогвинейская подветвь:
  - хуон-маркхамская группа (Huon Gulf family) — языки залива Хуон и бассейна реки Маркхам:
    - маркхамская подгруппа: арибваца, арибваунг, дувет, мусом, нафи, лабу, вампар, адзера, мари, вампур, ватут
    - северохуонская подгруппа: бугава', кела, ябем
    - нумбами
    - южнохуонская подгруппа: дамби, денгалу, горакор, кумалу, муменг, патеп, зенаг, буанг, капин, пиу, вехес, хоте, ямап, ивал

  - нгеро-витиазская группа:
    - подгруппа нгеро: бариаи, кове, луси, малаламаи, гитуа, туам-муту
    - витиазская подгруппа:
      - бел: авад бинг, миндири, ваб, билбил, гедагед, матукар, мегиар, такиа, дами
      - малеу-киленге
      - корап: ароп-локеп, барим, лукеп, маласанга
      - мбула
      - менген: лоте, мамуси, менген
      - роинджи-неная: мато, роинджи
      - сио
      - языки юго-западной части Новой Британии: амара, аколет, авау, бебели, гасмата, лесинг-атуи, аиклеп, апалик, гими, солонг, мангсинг, гетмата, кароре, каулонг, миу, псохох, сенгсенг, моук-ариа, ламогаи
      - тами

  - схаутенская группа (Schouten; острова Схаутен к северу от Новой Гвинеи и прилежащие районы побережья): кайеп, каириру, теребу, биэм, кис, манам, медебур, сепа, вогео, ароп-сисано, малол, сера, сисано, тумлео, улау-суаин, якамул
- сарми-джаяпурская подветвь (возможно входит в североновогвинейскую подветвь; острова к северу от индонезийской части Новой Гвинеи):
  - сармийская группа: анус, бонгго, лики (язык) (моар), масимаси, подена, собеи, тарпиа, вакде, ямна, ярсун
  - джаяпурская группа (Jayapura Bay): каюпулау, орму, тобати (йотафа)
- крайненовогвинейская подветвь (Papuan Tip, букв. языки юго-восточной оконечности Папуа):
  - ядерная группа (Nuclear): маисин, ануки, аре, таупота, арифама-миниафиа, боианаки, дога, гапапаива, убир, ваталума, гарувахи, маивала, минавеха, тавала, ведау, бваидока, диодио, иамалеле (ямалеле), идуна, колуава, молима, босилева, бунама, добу, дуау, галея, мватебу, язык залива Сева, гумавана, давава, какабаи, аухелава, бухуту, бванабвана, суау, вагавага
  - периферийные группы (негенетическое объединение):
    - центральнопапуанская группа: бина, магори, йоба, оума, хула, кеопара, моту, синаугоро (синагоро), кабади, доура, куни, мекео, нара, роро
    - киливила-мисимская группа: будибуд, киливила, муюв, мисима-панеати
    - нимоа-ванатинская группа: нимоа, ванатина (зюд-ест, Sudest)

### Центрально-восточно-океанийская ветвь
- южносоломонская подветвь (языки юго-восточных Соломоновы острова):
  - гела-гуадалканальская группа: буготу, гела, ленго, гари (западногуадалканальский), талисе, маланго, бирао
  - лонгу-малаита-макирская группа: лонггу, фаталека, гулаалаа, лау, тоабаита, квараае, лангаланга, квайо, дорио, ареаре, ороха, саа, ароси, фагани, бауро, кахуа, санта-ана
- подветвь темоту:
  - группа утупуа-ваникоро (острова Утупуа и Ваникоро в составе островов Санта-Крус):
    - утупуа подгруппа: нембао (амба), асумбоа, танимбили
    - ваникоро подгруппа: танема, бума (теану), вано

  - рифско-санта-крусская группа (нендо-рифская; около 20 тыс. говорящих; ранее считалась отдельной семьёй в составе восточнопапуасских языков): языки аиво (рифский, эиво; острова Риф), санта-крусский (натыгу, возможно группа языков) и нанггу (последние два на острове Нендо в составе островов Санта-Крус)
- южноокеанийская подветвь (Вануату и Новая Каледония, вкл. острова Луайоте)
  - северновануатская группа:
    - банкс-торрес:
      - торрес: хив, тога
      - банкс: коро, лакона, лехали, лехалуруп, мерлав, мосина, мота, мвотлап (мотлав), нуме, ватрата, ветамут

    - сакао
    - языки западного Санто: акеи, амблонг, аоре, араки, киаи (фортсенал), ламетин, мафеа, малмарив, мало, мороуас, наранго, навут, нокуку, пиаматсина, рориа, тамботало, тангоа, тасмате, толомако, тутуба, валпей, вунапу, ваилапа, вуси
    - подгруппа восточного Санто: бутмас-тур, лоредиакаркар, полономбаук, шарк-бей
    - амбаэ-маэво: амбаэ, баэтора, центральный маэво, марино, ндуиндуи, рага (хано)

  - ядерная (ядерно-южноокеанийская) группировка:
    - центральновануатская группа:
      - языки прибрежной Малекулы: аулуа, ахамб, бурмбар, маэ, малфахал, язык залива Малуа, куливиу (маскелайнс), мпотоворо, порт-сэндвич, ререп, язык Юго-западного залива Малекулы, унуа, урипив-вала-рано-атчин, вао
      - подгруппа внутренней Малекулы: лабо, катбол, лареват, лингарак, литслитс, марагус, язык больших намба (биг-намбас), насариан, винмавис, диксон-риф, летембои, репанбитип
      - пентекост: северный амбрим, абма (апма), са, секе, сова,
      - амбрим-паама: юго-восточный амбрим, дакака, лонволвол, паамский (паама), порт-вато
      - эпи-эфате:
        - эпи: биэриа, маии, баки, биэребо, ламену, лево
        - шепердс-северный эфате: наканаманга (северный эфате), намакир (намакура)

    - южноэфате-южномеланезийские языки:
      - южный эфате, вкл. д-ты или отд. языки: этон, лелепа
      - южномеланезийские языки:
        - южновануатская подгруппа: анеитьюм, ифо, сиэ, ура, квамера, ленакел, танна, уайтсандс
        - новокаледонская подгруппа:
          - языки островов Луайоте: деху (лифу, дреху), иааи, ненгоне
          - языки собственно Новой Каледонии:
            - хаэке
            - северные: чемухи, паичы, чаач (чавач), кумак, ньялаю (ялаю, белеп), юанга, мвавеке, фвай, пвамеи, пвапва, хавеке, вамале, бвато
            - южные: друбеа (ндумбеа), нумеэ(-квеньи), андьиэ (адьиэ), харагуре, харачыы (харакуу), тинрин, зира, меа, архо, арха, орове (ороэ), неку
- микронезийская подветвь: кирибати, кусаие, маршальский, мокил, пингелап, понапе, каролинский, трук, науру
- центральнотихоокеанская подветвь:

В зависимости от классификации ближе к полинезийским оказывается либо восточнофиджийская (Lynch 2002), либо западнофиджийско-ротуманская (ABVD) группы.
- - восточнофиджийская группа: восточнофиджийский, лау, ломаивити
  - полинезийская группа: тонганский, самоанский, таитянский, рапануйский (язык жителей о. Пасхи), маори, гавайский и другие — всего около 40 языков
  - западнофиджийско-ротуманская группа: западнофиджийский, ротуманский, намоси-наитасири-серуа